# فيضانات الصين 2011
فيضانات الصين 2011 هي سلسلة من الفيضانات التي تحدث حاليا في الأجزاء الوسطى والجنوبية من جمهورية الصين الشعبية. و غمرت المياة 12 مقاطعة وفي نفس الوقت تعاني محافظات أخرى من الجفاف، وقد تأثر أكثر من 10 ملايين شخص، وبلغت الخسائر الاقتصادية المباشرة بنحو 3.3 مليار دولار.